# College Hockey America
| College Hockey America | College Hockey America               |
| ---------------------- | ------------------------------------ |
| Logo der CHA           |                                      |
| Gründungsjahr          | 1999 (Herren) 2002 (Damen)           |
| Mitglieder             | 6 (7 ab 2025)                        |
| Sport                  | Eishockey                            |
| Region                 | Nordosten der Vereinigten Staaten    |
| Bundesstaaten          | 3 - Missouri, New York, Pennsylvania |
| Hauptsitz              | Detroit, Michigan                    |
| Vorsitzender           | Robert M. DeGregorio, Jr.            |

An der College Hockey America beteiligte Bundesstaaten.

Die College Hockey America (CHA) ist eine US-amerikanische Universitäts- und Collegesportliga. Zurzeit besteht sie aus sechs Dameneishockeymannschaften aus den Bundesstaaten Missouri, New York und Pennsylvania. Sie gehört zur Division I der National Collegiate Athletic Association und ist eine reine Eishockey-Conference. Die Liga wurde 1999 als reine Männerliga gegründet. Die Herrenliga, die zu Beginn sieben Mannschaften aufwies, wurde nach der Saison 2009/10 eingestellt. Die Frauenliga wurde zur Saison 2002/03 mit vier Teams gegründet. Die Liga der Männer wurde nach der Saison 2009/10 geschlossen, während die Liga der Frauen heute weiter betrieben wird.

## Damen-Division

### Teilnehmer der Saison 2023/24
Die Damen-Division hat zurzeit sechs Mitglieder.
| Institution                             | Stadt         | Bundesstaat  | Team- name    | Gründungs- jahr | Zugehörig- keit         | Studenten- zahl | Beitritts- jahr | Universitäts- liga                 |
| --------------------------------------- | ------------- | ------------ | ------------- | --------------- | ----------------------- | --------------- | --------------- | ---------------------------------- |
| Lindenwood University                   | Saint Charles | Missouri     | Lions         | 1827            | Privat Presbyterianisch | 17.351          | 2012            | Ohio Valley Conference             |
| Mercyhurst University                   | Erie          | Pennsylvania | Lakers        | 1926            | Privat Katholisch       | 4.055           | 2002            | PSAC                               |
| Pennsylvania State University           | State College | Pennsylvania | Nittany Lions | 1855            | Staatlich               | 44.817          | 2012            | Big Ten                            |
| Robert Morris University                | Moon Township | Pennsylvania | Colonials     | 1921            | Privat                  | 4.895           | 20231           | Horizon League                     |
| Rochester Institute of Technology (RIT) | Henrietta     | New York     | Tigers        | 1829            | Privat                  | 17.984          | 2012            | Liberty League (NCAA Division III) |
| Syracuse University                     | Syracuse      | New York     | Orange        | 1870            | Privat                  | 19.082          | 2008            | ACC                                |

1 Robert Morris war von 2005 bis 2021 Mitglied der Frauenliga. Die Universität schloss damals ihre Eishockeymannschaften für Männer und Frauen aufgrund finanzieller Auswirkungen von COVID-19. Eine spätere Spendenaktion war so erfolgreich, dass die Universität beide Teams mit Wirkung zur Saison 2023/24 wieder einsetzte.

### Zukünftiges Mitglied
| Institution            | Stadt  | Bundesstaat | Team- name         | Gründungs- jahr | Zugehörig- keit | Studenten- zahl | Beitritts- jahr | Universitäts- liga |
| ---------------------- | ------ | ----------- | ------------------ | --------------- | --------------- | --------------- | --------------- | ------------------ |
| University of Delaware | Newark | Delaware    | Fightin’ Blue Hens | 1743            | Staatlich1      | 23.774          | 2025            | Conference USA2    |

1 Die University of Delaware ist als „privately governed, state-assisted“ (deutsch: „privat verwaltete, staatlich unterstützte“) Einrichtung anerkannt.

2 Delaware ist derzeit Mitglied der Coastal Athletic Association, wird aber gleichzeitig mit der CHA der Conference USA beitreten.

### Ehemalige Teilnehmer
- University of Findlay 2002–2004
- Quinnipiac University 2004–2005 (heute ECAC Hockey)
- Wayne State University 2002–2011
- Niagara University 2002–2012

### Spielstätten der Conference
Zukünftiges Mitglied in Grau.
| Universität   | Arena                                                 | Kapazität                 |
| ------------- | ----------------------------------------------------- | ------------------------- |
| Delaware      | Angekündigt werden                                    | Angekündigt werden        |
| Lindenwood    | Lindenwood Ice Arena                                  | 1.000                     |
| Mercyhurst    | Mercyhurst Ice Center                                 | 1.500                     |
| Penn State    | Pegula Ice Arena                                      | 6.000                     |
| Robert Morris | 84 Lumber Arena                                       | 1.100                     |
| RIT           | Frank Ritter Memorial Ice Arena                       | 2.100                     |
| Syracuse      | Tennity Ice Skating Pavilion War Memorial at Oncenter | Renovierung geplant 6.230 |

### Finalspiele und Meister
- 2003: Mercyhurst besiegt Findlay 1–0  (in Detroit)
- 2004: Mercyhurst besiegt Niagara 3–1 (in Lewiston)
- 2005: Mercyhurst besiegt Niagara 4–1 (in Erie)
- 2006: Mercyhurst besiegt Niagara 6–2 (in Detroit)
- 2007: Mercyhurst besiegt Wayne State 4–1 (in Pittsburgh)
- 2008: Mercyhurst besiegt Wayne State 2–1 n. V. (in Lewiston)
- 2009: Mercyhurst besiegt Wayne State 6–1 (in Erie)
- 2010: Mercyhurst besiegt Syracuse 3–1 (in Detroit)
- 2011: Mercyhurst besiegt Syracuse 5–4 (in Syracuse)
- 2012: Robert Morris besiegt Mercyhurst 3–2 (in Pittsburgh)
- 2013: Mercyhurst besiegt Syracuse 4–1 (in Erie)
- 2014: RIT besiegt Mercyhurst 2–1 n. V. (in Erie)
- 2015: RIT besiegt Syracuse 2–1 n.V (in Erie)
- 2016: Mercyhurst besiegt Syracuse 4–3 n. V. (in Buffalo)
- 2017: Robert Morris besiegt Syracuse 2–0 (in Buffalo)
- 2018: Mercyhurst besiegt Robert Morris 5–3 (in Buffalo)
- 2019: Syracuse besiegt Robert Morris 6–2 (in Buffalo)
- 2020: Mercyhurst besiegt Robert Morris 2–1 n. V. (in Buffalo)
- 2021: Robert Morris besiegt Syracuse 1–0 (in Erie)
- 2022: Syracuse besiegt Mercyhurst 3–2 n. V. (in Buffalo)

## Herren-Division

### Teilnehmer der Saison 2009/10
Die Herren-Division hatte in ihrer letzten Saison 2009/10 nur noch vier Mitglieder.
| Institution                         | Stadt         | Bundesstaat  | Team- name    | Gründungs- jahr | Zugehörig- keit   | Studenten- zahl | Aktuelle Ligazugehörigkeit |
| ----------------------------------- | ------------- | ------------ | ------------- | --------------- | ----------------- | --------------- | -------------------------- |
| University of Alabama in Huntsville | Huntsville    | Alabama      | Chargers      | 1969            | Privat            | 7.100           | Independent                |
| Bemidji State University            | Bemidji       | Minnesota    | Beavers       | 1919            | Staatlich         | 5.000           | WCHA                       |
| Niagara University                  | Lewiston      | New York     | Purple Eagles | 1856            | Privat Katholisch | 3.746           | AHA                        |
| Robert Morris University            | Moon Township | Pennsylvania | Colonials     | 1921            | Privat            | 5.000           | AHA                        |

### Ehemalige Teilnehmer vor Auflösung der Division
- Wayne State University 1999–2008
- United States Air Force Academy 1999–2006 (heute Atlantic Hockey)
- University of Findlay, 1999–2004
- United States Military Academy 1999–2000 (heute Atlantic Hockey)

### Finalspiele und Meister
- 2000: Niagara besiegt Alabama-Huntsville 3–2
- 2001: Wayne State besiegt Alabama-Huntsville 4–1
- 2002: Wayne State besiegt Alabama-Huntsville 5–4 nach Overtime
- 2003: Wayne State besiegt Bemidji State 3–2
- 2004: Niagara besiegt Bemidji State 4–3 nach Overtime
- 2005: Bemidji State besiegt Alabama-Huntsville 3–0
- 2006: Bemidji State besiegt Niagara 4–2
- 2007: Alabama-Hunsville besiegt Robert Morris 5–4 nach Overtime
- 2008: Niagara besiegt Bemidji State 3–2
- 2009: Bemidji State besiegt Robert Morris 3–2 nach Overtime
- 2010: Alabama–Huntsville besiegt Niagara 3–2 nach Overtime